# Fontanka

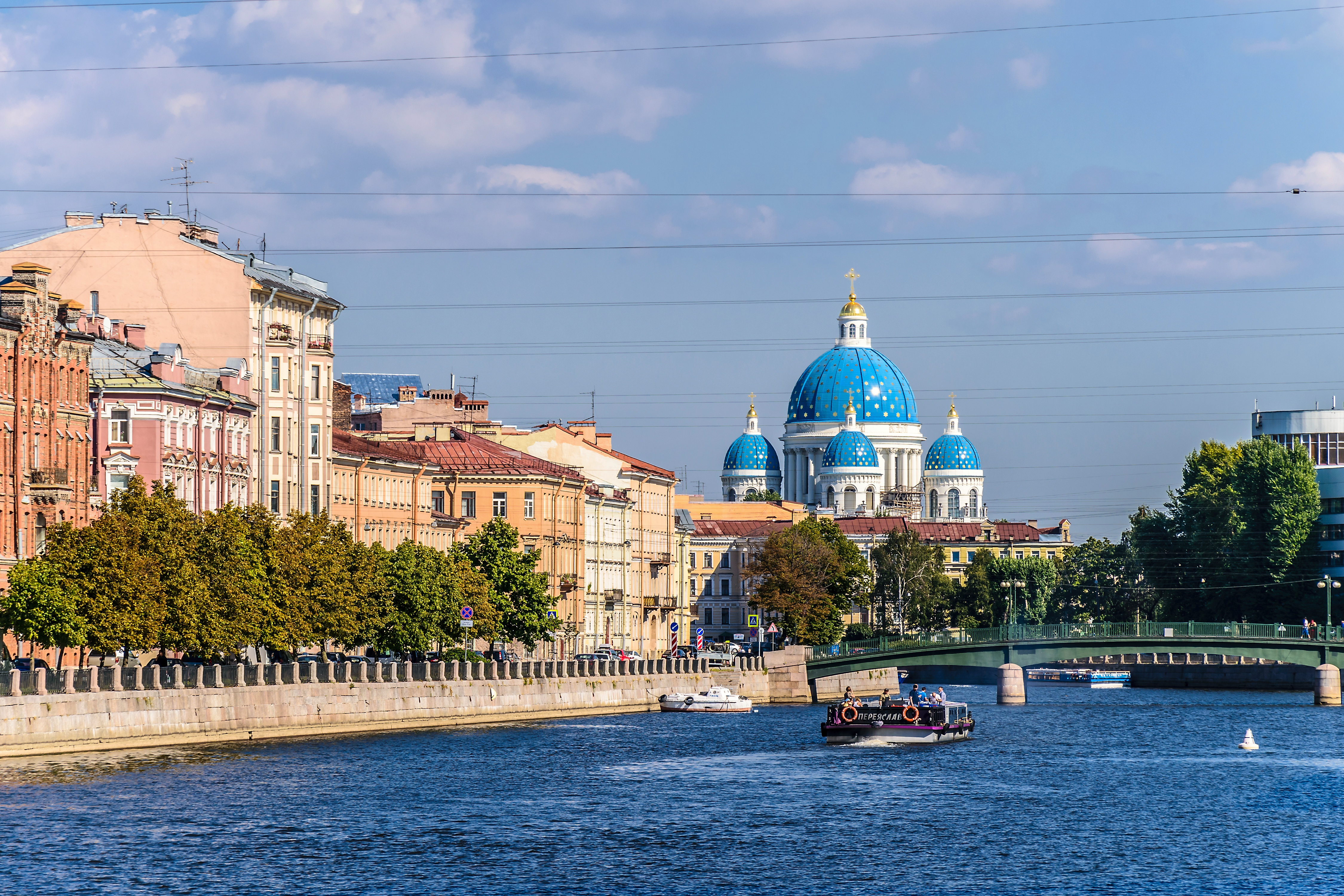
Perspectiva del riu Fontanka. Vista a la Catedral de la Santa Trinitat.

Fontanka (del rus: Фонтанка) és un braç del riu Nevà, que flueix al llarg de la part central de Sant Petersburg, Rússia. El seu llit s'estén per 6.700 metres, el seu ample màxim és de setanta metres i la seva profunditat aconsegueix els tres metres i mig. Les costes del Fontanka es troben alineades amb les antigues residències privades de la noblesa russa.
Aquest riu, un dels 93 rius i canals de Sant Petersburg, es deia rierol Anònim (en rus, Bezimianni iérik, Безымя́нный е́рик). En idioma rus, un iérik és un canal fluvial secundari o intermitent (una riera o rierol). El 1719, el riu va rebre el seu nom actual, pres de les fonts del Jardí d'Estiu, d'on provenen les seves aigües.
Fins a mitjan segle xviii, el riu Fontanka era considerat el límit sud de Sant Petersburg. Les seves costes estaven alineades amb les enormes mansions dels membres de la família imperial russa i d'altres nobles, com el Palau d'Estiu i el Palau Anítxkov. Entre el 1780 i el 1789, Andrei Kvásov va supervisar la construcció dels dics de granit i les estructures pròximes al riu. També es va regularitzar la conca fluvial.
Entre les relíquies de l'arquitectura barroca que voregen el riu es troben el Palau Xeremétev, el Palau Belosselski-Belozerski, el Palau Xuvàlov i l'església de Sant Pantaleó. Les estructures neoclàssiques del segle xviii inclouen l'Institut Catalina, el Palau Anítxkov i el Palau Iussúpov. Algunes de les mansions contenen museus dels escriptors i compositors que van viure allí: Gavriïl Derjavin, Aleksandr Puixkin, Ivan Turguénev i Anna Akhmàtova, entre d'altres.

Quinze ponts creuen el Fontanka, entre els quals es destaquen el Lomonósov i l'extravagant Pont Egipci. El més famós de tots els ponts, l'Anítxkov, serveix de pas per a la famosa avinguda Nevski.